# Torre d'Eina
La Torre d'Eina, o Torre del Serrat del Lloser, és una muntanya de 2.830 m alt situada en un contrafort nord de l'eix de la serralada principal dels Pirineus, entre l'Alta Cerdanya i el Conflent, en el límit dels termes comunals d'Eina, de l'Alta Cerdanya, i de Fontpedrosa i Planès, del Conflent. Aquest cim està inclòs al llistat dels 100 cims de la FEEC
És un destí molt habitual de les rutes excursionistes pirinenques tant des de la Vall de Núria com de les de la zona més occidental del Massís del Canigó i de l'Alta Cerdanya.
Al cim hi ha una creu de ferro i un llibre per a signatures en una bústia, instal·lats, bústia i llibre, per la Societat Excursionista Pimpinela, de l'Hospitalet de Llobregat.